# Cantonul La Mothe-Achard
Cantonul La Mothe-Achard este un canton din arondismentul Sables-d'Olonne, departamentul Vendée, regiunea Pays de la Loire, Franța.

## Comune
- Beaulieu-sous-la-Roche
- La Chapelle-Achard
- La Chapelle-Hermier
- Le Girouard
- Landeronde
- Martinet
- La Mothe-Achard (reședință)
- Nieul-le-Dolent
- Sainte-Flaive-des-Loups
- Saint-Georges-de-Pointindoux
- Saint-Julien-des-Landes
- Saint-Mathurin